# Calopogonium
Calopogonium é um género botânico pertencente à família Fabaceae.